# Dardanus calidus

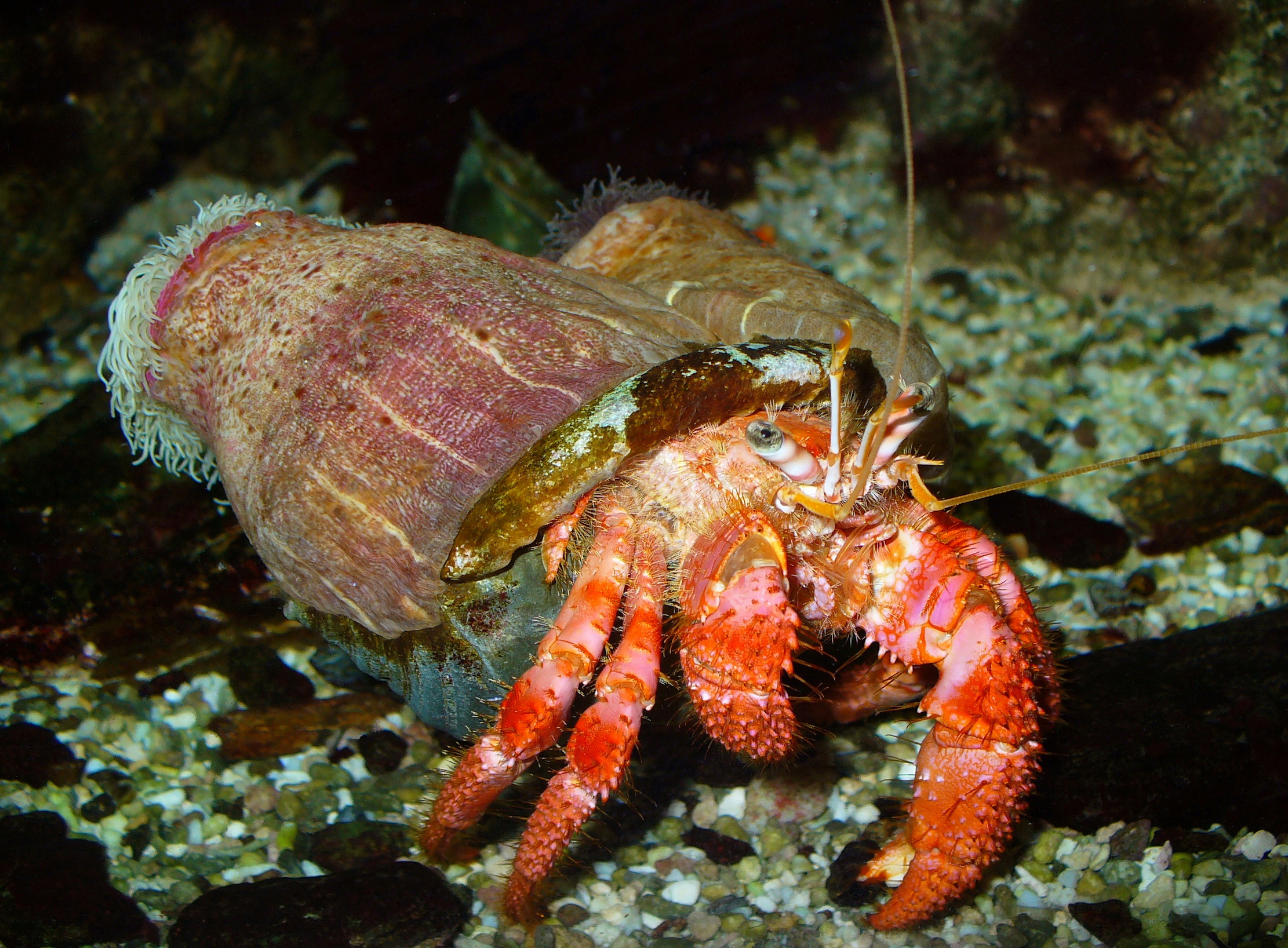
Dardanus calidus con una anémona de mar (Calliactis parasitica) sobre el caparazón.

Dardanus calidus es una especie de cangrejo ermitaño del Atlántico oriental (de Portugal a Senegal) y el mar Mediterráneo.

## Descripción
D. calidus puede alcanzar una longitud de hasta 12 centímetros. Utiliza grandes caparazones de gasterópodos, como los de las especies Tonna galea y Charonia, que suele decorar con una o más anémonas de mar de la especie Calliactis parasitica. La relación con la anémona es verdaderamente simbiótica, ya que la anémona obtiene restos de comida del cangrejo ermitaño, mientras que el cangrejo se beneficia de los tentáculos punzantes de la anémona para disuadir a los depredadores.

## Distribución y ecología
Dardanus calidus es un carroñero que se alimenta de materia en descomposición del lecho marino.

## Historia taxonómica
Dardanus calidus fue descrito por primera vez por Antoine Risso en 1827, bajo el nombre de Pagurus calidus, y fue transferido al género Dardanus por Jacques Forest en 1958. La forma larvaria Glaucothoë rostrata, descrita por Edward J. Miers en 1881, también ha sido asignada a D. calidus.